# 우주개발중장기기본계획
우주개발중장기기본계획은 대한민국 과학기술정보통신부 산하 항공우주연구원의 중장기 우주개발 계획이다. 1996년 최초로 수립된 국가계획이며, 2005년 우주개발진흥법이 제정된 이후에는 우주개발진흥기본계획이라고 부른다.

## 제1차 우주개발중장기기본계획
1996년 4월 30일, 과기처 종합과학기술심의회가 한국기계연구원의 부설기관인 항공우주연구소를 독립법인으로 만든다는 내용의 우주개발중장기기본계획을 확정했다.
항공우주기술의 중요성을 인식하여, 한국의 항공우주산업을 세계 10위권으로 끌어올리기 위해 우주개발중장기기본계획이라는 국가계획을 수립했다. 1996년부터 2015년까지 4조 8천억원을 투입, 한국의 우주산업 수준을 세계 10위권내에 진입시키는 것을 목표이다.
- 2003년 3단 액체로켓인 과학로켓 3호를 독자 발사한다.
- 2010년 무게 500–700 kg 아리랑 5호를 600–800 km 지구 저궤도에 독자 발사한다.[2]

## 제2차 우주개발중장기기본계획
1998년 8월 31일, 북한이 대포동 1호를 발사했다. 최초의 인공위성 발사에 성공했다고 주장하여, 한국은 1996년 4월 30일 수립한 우주개발중장기기본계획을 개정하기로 했다. 당초 2015년에서 5년 앞당겨, 2010년까지 세계 10위권으로 끌어올리기로 1차 개정했다.
- 2002년 3단 액체로켓인 과학로켓 3호를 독자 발사한다.
- 2005년 무게 100 kg 과학기술위성 2호를 독자 발사한다. 당초 500 kg 2010년 발사에서 변경되었다.[3]

2001년 말, 911 테러 직후, 미국은 한국의 액체로켓인 과학로켓 3호 개발이 한미 미사일 지침 위반이라며, 대덕의 항공우주연구원에 사찰단을 보냈다. 김대중 정부는 과학용 관층로켓 개발은 한미 미사일 지침 위반이 아니라면서, 러시아 기술을 도입해, 미국의 반대에도 불구하고 개발을 강행했다. 북한의 대포동 1호에 큰 영향을 받았다.
2002년 8월, 4,000억원의 예산으로, 나로호 개발을 시작했다.
2002년 11월 28일, 충남 태안 안흥종합시험장에서 러시아의 액체연료 엔진 기술을 이전받아, 과학로켓 3호의 시험 발사를 성공했다. 1996년 제1차 우주개발중장기기본계획에서는 3단 액체로켓을 계획했지만, 실제 발사는 1단 로켓만 발사했다.

## 제1차 우주개발진흥기본계획
2005년 우주개발진흥법을 제정했다.
2006년 11월, 신동아는 미국 국무부가 나로호 개발이 대량살상무기 개발이라며 러시아 외무부에 항의 서한을 보냈으며, 이에 러시아가 모든 개발 협력을 중단했다고 단독 보도했다.
2007년 6월, 노무현 정부는 제1차 우주개발진흥기본계획을 제정했다. 대한민국을 2020년까지 세계 7위의 항공우주산업 국가로 육성한다는 내용이다.
2009년 8월 25일, 무게 100 kg 과학기술위성 2A호를 나로호로 독자 발사했지만 실패했다.
2010년 6월 10일, 무게 100 kg 과학기술위성 2B호를 나로호로 독자 발사했지만 실패했다.

## 제2차 우주개발진흥기본계획
2011년 12월, 이명박 정부는 제2차 우주개발진흥 기본계획으로 개정했다.
당초 러시아는 나로호의 추력 200톤 단계식 연소 사이클 액체연료 로켓 엔진을 완제품 1기와 함께 100% 기술이전해주기로 계약 하였지만, 미국 국무부의 항의 서한 이후, 계약이행이 일방적으로 중단되었다. 그러나 나로호 개발예산의 절반 이상이 이미 러시아에 지불되었으며, 환불받지는 못했다. 따라서 10여회 이상 발사하려던 나로호 계획은 모조리 취소되고, 우크라이나 유즈노예의 기술을 이전받아 국산화한 추력 75톤 가스발생기 사이클 액체연료 로켓 엔진을 장착한 한국형발사체 개발 계획이 수립되었다. 추력이 클 수록 고기술이고, 단계식 연소 사이클이 훨씬 고기술이다.
2012년 10월 7일, 한미 미사일 지침이 2차 개정되었다. 2차 개정에서도, 미국은 과학용, 상업용일지라도 고체연료 로켓의 개발은 안된다고 주장했다. 그러나 10년 전인 2002년, 김대중 정부는 북한이 액체연료 3단 로켓인 대포동 1호를 발사하자마자, 과학용 액체연료 로켓의 개발도 한미 미사일 지침 위반이라는 미국 주장을 일축하고, 러시아 기술을 도입해, 시험발사를 강행한 적이 있다. 따라서 2002년의 사례를 참고한다면, 만약 북한이 고체연료 우주로켓이나 ICBM을 시험발사하면, 한국은 한미 미사일 지침 논쟁을 불문하고, 과학용, 상업용이라며 고체연료 대형로켓의 시험발사를 강핼할 가능성이 있다.
2013년 1월 30일, 무게 100 kg 나로과학위성(과학기술위성 2C호)을 나로호로 독자 발사했다. 대한민국은 세계 11번째로 자국 기술로 우주발사체를 성공적으로 발사한 국가가 되었다. 나로호의 원모델인 러시아 앙가라 1.1은 무게 2톤의 인공위성을 발사할 수 있다. 1996년 제1차 우주개발중장기기본계획의 당초목표는 2015년까지 세계 10위였는데, 2013년에 세계 11위를 달성했다.
2013년 8월 22일, 무게 1,315 kg 아리랑 5호를 러시아에서 발사했다. 1996년 제1차 우주개발중장기기본계획의 당초목표는 2010년 무게 500 kg 아리랑 5호의 독자발사였는데, 변경되었다.
2017년 6월, 항우연은 추력 8톤 단계식 연소 사이클 액체연료 로켓 엔진의 연소시험에 성공했다. 추력을 높이려면 막대한 개발비용과, 몇 년의 시간이 더 걸린다.

## 제3차 우주개발진흥기본계획
2017년 12월, 문재인 정부는 제3차 우주개발진흥기본계획으로 개정할 계획이다. 2018년부터 2022년까지 5년간의 국가계획이다.
2018년 2월 5일, 과학기술정보통신부는 제14회 국가우주위원회를 열어 제3차 우주개발진흥기본계획을 확정했다. 이에 따르면, 한국형 시험발사체는 한국형 소형발사체로 부르며, 2018년 10월 1차 발사, 2019년 10월 2차 발사, 2025년부터 2030년까지 한국형 소형발사체로 500 kg 인공위성 자력발사를 할 것이라고 한다. 또한 2021년부터 2025년까지 민간기업에 한국형 소형발사체 기술을 이전하여, 2026년부터 민간기업이 국내 소형위성 발사를 전담하게 할 계획이다.

## 같이 보기
- 누리호